# یوکاری کاواسه
یوکاری کاواسه (ژاپنی: 川瀬 ゆかり؛ زادهٔ ۲ مارس ۱۹۶۷) بازیکن والیبال اهل ژاپن بود.